# Северный полюс-31
Северный полюс-31 (СП-31) — последняя советская научно-исследовательская дрейфующая станция. Единственная советская полярная станция, которая прошла всю систему дрейфа льдов вокруг полюса. При организации исследований на этой станции впервые были использованы радиолокационные данные спутника Океан. Полученные в ходе экспедиции данные позволили уточнить сведения о геологическом строении дна Северного ледовитого океана между Канадской котловиной и Центрально-Арктической областью поднятий.
Станция открыта 22 октября 1988 года в точке с координатами 76°35' с.ш. и 153°10' з.д. на льдине размером 9000×8000 метров и толщиной 3—3,5 метра.
Закрыта 25 июля 1991 года в связи с тем, что льдина практически растаяла. При закрытии её площадь составляла всего 200×300 метров.
Всего на станции было построено 40 домиков. На станции работало три смены. В ходе работы станцию посетили японская и канадская делегации.
На основе работы станции киностудией «Леннаучфильм» в 1989 году был снят научно-популярный фильм «Исследуем Арктику» (режиссёр-оператор — В. А. Петров).